# Neunforn
Neunforn é uma comuna da Suíça, no Cantão Turgóvia, com cerca de 941 habitantes. Estende-se por uma área de 11,36 km², de densidade populacional de 83 hab/km². Confina com as seguintes comunas: Altikon (ZH), Hüttwilen, Oberstammheim (ZH), Ossingen (ZH), Thalheim an der Thur (ZH), Uesslingen-Buch, Waltalingen (ZH).
A língua oficial nesta comuna é o Alemão.